# Романівська сільська рада (Новоград-Волинський район)
Романівська сільська рада — колишня адміністративно-територіальна одиниця та орган місцевого самоврядування у Новоград-Волинському районі й Новоград-Волинській міській раді Волинської округи, Київської та Житомирської областей Української РСР з адміністративним центром у селі Романівка.

## Населені пункти
Сільській раді на час ліквідації були підпорядковані населені пункти:
- с. Нова Романівка;
- с. Перемога;
- с. Романівка;
- с. Слобода-Романівська.

## Населення
Кількість населення ради, станом на 1923 рік, становила 1 101 особу, кількість дворів — 200.

## Історія та адміністративний устрій
Створена 1923 року в с. Романівка Романовецької волості Новоград-Волинського повіту Волинської губернії. 7 березня 1923 року включена до складу новоствореного Новоград-Волинського району Житомирської (згодом — Волинська) округи. 26 березня 1925 року, відповідно до рішення Волинської ГАТК (протокол № 14/2), підпорядковано с. Слободу-Романівську ліквідованої Слободо-Романівської сільської ради Новоград-Волинського району. 1 червня 1935 року, відповідно до постанови Президії Верховної ради Української РСР «Про порядок організації органів радянської влади в новоутворених округах», сільську раду передано до складу Новоград-Волинської міської ради Київської області.
Станом на 1 вересня 1946 року сільська рада входила до складу Новоград-Волинської міської ради Житомирської області, на обліку в раді перебували села Романівка та Слобода-Романівська.
11 серпня 1954 року, відповідно до указу Президії Верховної ради Української РСР «Про укрупнення сільських рад по Житомирській області», до складу ради приєднано села Нова Романівка та Ржадківка ліквідованої Новороманівської сільської ради Новоград-Волинської міської ради Житомирської області. 4 червня 1958 року, відповідно до указу Президії Верховної ради Української РСР «Про утворення Новоград-Волинського району Житомирської області», сільську раду включено до складу відновленого Новоград-Волинського району. 10 червня 1958 року, відповідно до рішення Житомирського облвиконкому № 548 «Про внесення змін в адміністративно-територіальний поділ Олевського і Новоград-Волинського районів», с. Ржадківка передане до складу Чижівської сільської ради Новоград-Волинського району. 16 вересня 1960 року, відповідно до рішення Житомирського ОВК № 960 «Про уточнення обліку населених пунктів області», взято на облік с. Перемога.
На 1 січня 1972 року сільська рада входила до складу Новоград-Волинського району Житомирської області, на обліку в раді перебували села Нова Романівка, Перемога, Романівка та Слобода-Романівська.
Ліквідована 19 березня 1973 року, відповідно до рішення Житомирського ОВК № 116 «Про зміни в адміністративно-територіальному поділі Житомирського, Новоград-Волинського і Радомишльського районів», шляхом перенесення адміністративного центру ради до с. Нова Романівка та перейменуванням її у Новороманівську; с. Романівка підпорядковане Федорівській сільській раді Новоград-Волинського району.